# Eduard Schütz (Theologe)

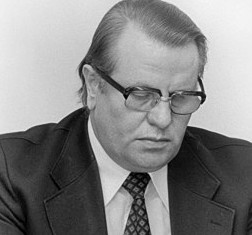
Eduard Schütz

Eduard Schütz (* 15. Oktober 1928 in Elberfeld, heute Wuppertal; † 24. Januar 2001 in Hamburg) war ein baptistischer Theologe, Dozent für Systematische Theologie und Direktor des Theologischen Seminars des Bundes Evangelisch-Freikirchlicher Gemeinden in Hamburg-Horn.

## Leben
Schütz wurde als Sohn des Schreiners Eduard Schütz und seiner Ehefrau Johanne, geb. Hillerkus, geboren. Nach dem Besuch der Volksschule (1935–1942) wechselte er zum Neusprachlich-Humanistischen Gymnasium an der Siegestraße in Wuppertal-Barmen, das er 1950 mit der Reifeprüfung abschloss.
1947 veranstalteten die Evangelisch-Freikirchlichen Gemeinden Wuppertals jugendevangelistische Abende, die auch von Eduard Schütz besucht wurden. Die Verkündigung des Evangelisten Erich Wingenroth sprach ihn an und forderte den Schüler zur Entscheidung heraus. Nach eigenen Aussagen fand Schütz an einem dieser Abende zum Glauben an Jesus Christus. Er ließ sich auf das persönliche Bekenntnis seines Glaubens taufen und wurde Mitglied der Evangelisch-Freikirchlichen Gemeinde (Baptisten) Wuppertal-Elberfeld. Er engagierte sich in der missionarisch-diakonischen Jugendarbeit der Gemeinde und verspürte bald eine Berufung in den vollzeitlichen Dienst als Theologe.
Schütz immatrikulierte sich 1950 an der Kirchlichen Hochschule Wuppertal und wechselte zum Wintersemester 1951 an die Theologische Fakultät der Ruprecht-Karls-Universität Heidelberg. Von 1953 bis 1955 studierte er in Bonn. 1958 promovierte er bei dem Bonner Alttestamentler Martin Noth über die Formgeschichte des vorklassischen Prophetenspruchs. Anschließend absolvierte Schütz ein Kandidatenjahr am Theologischen Seminar der Baptisten in Hamburg-Horn. 1959 begann er sein Vikariat in der Evangelisch-Freikirchlichen Gemeinde Lübeck. 1962 erhielt er seine Anerkennung als Pastor des Bundes Evangelisch-Freikirchlicher Gemeinden.
1963 ging Schütz als Dozent für Systematische Theologie an die Ausbildungsstätte evangelisch-freikirchlicher Pastoren in Hamburg-Horn. 1978 übernahm er in der Nachfolge Rudolf Thauts die Leitung des Seminars und wurde sein Direktor. Als Theologe war er maßgeblich an der Entstehung der Rechenschaft vom Glauben, des Glaubensbekenntnisses der deutschsprachigen Baptisten, beteiligt. Sein besonderes Augenmerk galt der interkonfessionellen Taufdiskussion. Er war mitbeteiligt an den theologischen Gesprächen zwischen dem Bund Evangelisch-Freikirchlicher Gemeinden und der VELKD, die von April 1980 bis März 1981 stattfanden und mit einem offiziellen Schlussbericht beendet wurden. Theologisch an Karl Barth und Emil Brunner orientiert, suchte er einen Weg zwischen liberaler und evangelikal-biblizistischer Theologie zu finden. Darüber kam es 1985 mit der Leitung des freikirchlichen Gemeindebundes zum offenen Konflikt. Zum besonderen Streitpunkt wurde die biblische Lehre von der Jungfrauengeburt. Schütz wurde seines Amtes als Direktor des Theologischen Seminars enthoben. Die Evangelisch-Freikirchliche Gemeinde Hamburg-Hamm, deren Gemeindeleiter Schütz zu diesem Zeitpunkt bereits über 20 Jahre gewesen war, berief ihn daraufhin zu ihrem Gemeindepastor. Bis zu seinem Ruhestand 1992 versah er diesen Dienst.
Eduard Schütz starb 2001 nach schwerer Krankheit.

## Veröffentlichungen (Auswahl)
- Formgeschichte des vorklassischen Prophetenspruchs. Inaugural-Dissertation zur Erlangung der Würde eines Doktors der Theologie, Bonn 1958
- Gottes Wort und des Menschen Antwort im Glauben. Zum theologischen Problem der Erfahrung, in: Wort und Tat 1967, Nr. 9, S. 299–309
- Werdende Kirche im Neuen Testament. Eine Einführung in die Pastoralbriefe, Kassel 1969
- Gottes Heil in der säkularen Welt, Wuppertal 1973
- Evangelische Religionskritik am Beispiel Karl Barths, in: Theologisches Gespräch Nr. 1–2/1979, S. 64–71 (Festgabe für Rudolf Thaut)
- Die Freikirchen vor der ökumenischen Diskussion um das kirchliche Amt, in: Una Sancta 37/1982, S. 133–141
- Unser Christuszeugnis auf dem Grund der Schrift, in: Theologisches Gespräch Nr. 3–6/1983, S. 14–19
- Baptisten, in: Evangelisches Kirchenlexikon. Internationale Theologische Enzyklopädie, Bd. 1, Göttingen 1986, Sp. 355–360
- Das leidige Gespräch mit den Baptisten über die Taufe, in: Ökumenische Rundschau 44/1995, S. 194–207
- Die Zwei-Reiche-Lehre der Barmer Theologischen Erklärung 1934, in: Freikirchenforschung 8/1998, S. 72–85
- Versöhnung inklusive Rechtfertigung. Zum röm.-kath./luth. Gespräch über die Rechtfertigungslehre, in: ZThG 4/1999, S. 121–137
- Das Wort der Versöhnung, in: Wir aber predigen Christus als den Gekreuzigten. Die Rechenschaft vom Glauben in Predigten ausgelegt (Baptismus-Studien 2), hrsg. von E. Schaefer, Kassel 2000, S. 73–81 (zuerst: Theol. Gespräch Nr. 2/1985)